# اهل جزیره من (فیلم ۱۹۱۷)
اهل جزیرهٔ من (انگلیسی: The Manxman) نام یک فیلم درام بریتانیایی به کارگردانی «جرج لون تاکر» است که در سال ۱۹۱۷ منتشر شد. این فیلم بر اساس رمانی به همین نام اثرِ «هال کِین» ساخته شده است. این فیلم در سال ۱۹۲۹ توسط آلفرد هیچکاک بازسازی شد.

## بازیگران
- هنری آینلی
- آدلین هایدن کافین
- ویل کوری
- جان مالبرو ایست
- کنلم فاس
- لوئیس گیلبرت
- مینا گری
- فرد گرووز
- گوین هربرت
- فیلیپ هیولند
- مری مِرال
- گای نیوال
- ادوارد اونیل
- الیزابت ریزدون
- فرانک استنمور
- هوبرت ویلیس
- برت واین